# Фролов, Николай Алексеевич
Николай Алексеевич Фролов (род. 1 августа 1948) — командующий войсками ПВО Сухопутных войск Вооружённых Сил РФ (2005—2008), генерал-полковник, доктор военных наук, профессор, член-корреспондент Академии военных наук.

## Биография
Родился 1 августа 1948 года в селе Водяное Первомайского района Харьковской области. В 1966 году окончил школу, в 1970 году — Полтавское высшее зенитное артиллерийское училище. Проходил службу в должностях командира зенитного взвода, командира зенитной ракетной артиллерийской батареи.
В 1977 году окончил Военную академию противовоздушной обороны Сухопутных войск. Проходил службу в должностях заместителя командира и командира зенитного ракетного полка, начальника окружного учебного центра, начальника штаба — заместителя начальника войск ПВО военного округа.
В 1992 году окончил Военную академию Генерального штаба, после которой занимал должности начальника войск ПВО военного округа, с 1993 года — начальника кафедры Военной академии ПВО СВ, заместителя начальника Военной академии ПВО СВ, заместителя начальника войсковой ПВО, начальника Военного университета (впоследствии — Военной академии) войсковой ПВО. В 2005 году назначен начальником войсковой противовоздушной обороны Вооружённых Сил Российской Федерации. Автор 20 учебников и учебных пособий, более 10 научных публикаций.
В 2008 году освобождён от должности и уволен в запас.
В 2009—2012 годах — член Совета Федерации Федерального Собрания Российской Федерации от Смоленской области.
Женат, двое детей.

## Награды
Награждён орденом Красной Звезды и «За военные заслуги», медалями.